# Улица Ращупкина
У́лица Ращу́пкина (ранее Гла́вная у́лица города Кунцево) — тупиковая улица в Западном административном округе города Москвы на территории района Можайский.
Отходит от улицы Багрицкого, проходя параллельно улице Красных Зорь, после чего теряется во дворах. По данным Яндекс. Карт, этот конец имеет выезд на улицу Красных Зорь в виде дворового проезда между домом 4 и ЖК «Кунцево» (Можайское шоссе, 2В). Нумерация домов начинается с официально тупикового конца улицы.

## История

Карта города Кунцево 1940 года, на которой видна Главная улица (ныне улица Ращупкина)

Ранее это была Главная улица дачного посёлка (а c 1925 года города) Кунцево. В 1947 году улица получила своё название в честь Андрея Ивановича Ращупкина (1920—1941) — стрелка-радиста танкового экипажа, Героя Советского Союза, который жил на этой улице.
В 1960 году город Кунцево вместе с улицей Ращупкина вошёл в состав Москвы. Улица при этом сохранила своё название.

## Здания и сооружения
- по нечётной стороне
  - дом 3 — школа № 888
  - дом 5, корпус 1 — д/с № 1284
  - дом 5, корпус 3 — центр развития личности дошкольника «Гармония»
  - дома 7, 9 — жилые дома
- по чётной стороне
  - дома 4 — 16 — жилые дома

## Транспорт

### Ближайшие станции метро
- Кунцевская Арбатско-Покровской и Филёвской линий и Кунцевская Большой кольцевой линии (~ 700 от начала улицы)

### Железнодорожный транспорт
- Кунцевская — платформа Смоленское направления МЖД (~ в 350 метрах от начала улицы)

### Наземный транспорт
Общественный транспорт по улице не ходит.
Недалеко от улицы есть автобусные остановки:
- «Улица Ращупкина» — на улице Красных Зорь
- «Станция Кунцево» — на улице Красных Зорь
- «Станция Кунцево» — на Аминьевском шоссе